# Saint-Mesmin (Wandea)
Saint-Mesmin – miejscowość i gmina we Francji, w regionie Kraj Loary, w departamencie Wandea.
Według danych na rok 1990 gminę zamieszkiwało 1811 osób, a gęstość zaludnienia wynosiła 69 osób/km² (wśród 1504 gmin Kraju Loary Saint-Mesmin plasuje się na 331. miejscu pod względem liczby ludności, natomiast pod względem powierzchni na miejscu 370.).